# Raïs M'Bolhi
Adi Rais Cobos Adrien M'Bolhi (nascut el 25 d'abril de 1986) conegut com a Rais M'Bolhi, és un futbolista algerià que juga com a porter al CSKA Sofia, i l'equip nacional d'Algèria.